# Lakota (North Dakota)
Lakota er en amerikansk by og administrativt centrum for det amerikanske county Nelson County i staten North Dakota. I 2000 havde byen et indbyggertal på 781.
48°02′30″N 98°20′40″V / 48.0417°N 98.3444°V